# Družmirsko jezero
Družmirsko jezero ali Šoštanjsko jezero (360 mnm) je umetno jezero v Sloveniji, ki spada v skupino Šaleških jezer. Ime je dobilo po bližnjem naselju Družmirje, katerega okolica se je zaradi pridobivanja premoga v velenjskem premogovniku napolnila z vodo. Jezero je pretočno, voda v njem se izmenja dva- do štirikrat- letno. Družmirsko jezero ima dve kotanji, ena ne presega globine 5 m, druga pa kar 87 m in tako velja Družmirsko za najgloblje jezero v Sloveniji, če ne štejemo globine sifona Divjega jezera. Sicer ima povprečno globino 24 m. Pritok jezera je potok Velunja. Je pretežno onesnaženo.